# Lunca
Lunca es una comuna ubicada en el distrito de Teleorman, Rumania.

## Superficie
Posee una superficie de 29,18 kilómetros cuadrados.

## Demografía
Hasta 2021 la población era de 3145 habitantes, con una densidad de población de 107,8 habitantes por kilómetro cuadrado.